# LuKone
LuKone, pe numele real Vlad Lucan și-a început cariera muzicală încă de la 15 ani, când a format prima trupă împreună cu JerryCo, iar în 2003 pune bazele echipei de producție Agresiv, împreună cu Mitză. În 2004 colaborează cu Tataee de la BUG Mafia pentru realizarea albumului lui JerryCo, iar un an mai târziu începe lucrul la albumul de debut al lui Guess Who, „Probe Audio”. Materialul se lansează în mai 2009, având producția majoritară semnată de Agresiv. În perioada 2006-2007, Vlad îl însoțește pe Grasu XXL în concerte. Alături de acesta, de Guess Who, Mitză și Paco 10 Grei, fondează în 2007 Okapi Sound.  În 2007, Vlad lucrează împreună cu Mitză la albumul lui Grasu XXL, “Evident”, iar în 2008 la albumul de debut al lui Maximilian: “Volumu' la Maxim...ilian!!!”. În aprilie 2009 este lansat “Refresh”, un mixtape cu remixuri universale. Al doilea mixtape semnat Agresiv este “Ap. 71″, este lansat oficial în 2010. Acesta conțin piese produse de Agresiv pe care sunt invitați mai multi artiști. Un an mai târziu, Vlad colaborează pentru producția pieselor “Manifest” și “Tot mai sus” semnate Guess Who.  În 2011, Vlad pornește ca DJ proiectul muzical “LuKone”. Primele două piese promovate sunt realizate în colaborare cu Marius Moga (deMoga): “Allemasse” și “Electronic Symphony”. La cea din urmă cei doi lucrează cu Liviu Teodorescu, unul dintre finaliștii primei ediții Vocea României. “Electronic Symphony” a adunat 500.000 de vizualizări într-o săptamână, depășind până în prezent pragul de 1.500.000 de vizualizări. Single-ul a urcat până pe locul 9 în Romanian Airplay Top 100 și beneficiază de un videoclip lansat la începutul anului 2012. Regizat de Iulian Moga, videoclipul a câștigat premiul pentru Best Video la Romanian Music Awards 2012. LuKone a realizat remixuri oficiale pentru piesele “Endless” și “Club Rocker” (Inna) și “Angels” (Morandi). În vara anului 2012, LuKone semnează producția piesei “Where is the Love” (Crush și Alexandra Ungureanu).
În 2012 renunță la numele său de scenă LuKone și lansează sub numele său real un remix al cunoscutei trupe rock 4 Non Blondes, remixul adună în jur de 500.000 de vizualizări.

## Legături externe
- LuKone la Discogs